# WTA 125
WTA 125, znane wcześniej jako WTA 125K series – kategoria profesjonalnych turniejów tenisowych w rozgrywkach kobiecych; utworzona w 2012 roku na wzór męskich zmagań ATP Challenger Tour. 
W skład rozgrywek o randze WTA 125 wchodzą turnieje, których minimalna pula nagród wynosi 125 000 dolarów amerykańskich (zazwyczaj od 125 000$ do 162 480$). Wyjątek stanowiło Prague Open 2020 o puli nagród wynoszącej 3 125 000$. Turniej ten został zorganizowany dla zawodników, którzy nie mogli wystąpić w US Open ze względu na odwołanie kwalifikacji do tej imprezy przez pandemię COVID-19.
W swojej pierwszej edycji w 2012 roku cykl WTA 125 obejmował dwa turnieje. W 2021 roku liczba ta wyniosła 14 turniejów.

## Podział punktów
Poniższa tabela przedstawia podział punktów na poszczególne rundy turniejów o różnej liczbie uczestniczek.
| Turniej            | W   | F  | SF | QF | R16 | R32 | R64 | R128 | QLF | Q2 | Q1 |
| ------------------ | --- | -- | -- | -- | --- | --- | --- | ---- | --- | -- | -- |
| WTA 125 (128S)     | 160 | 95 | 75 | 57 | 40  | 30  | 20  | 2    | –   | –  | –  |
| WTA 125 (48S, 8Q)  | 160 | 95 | 57 | 29 | 15  | 8   | 1   | –    | 4   | –  | 1  |
| WTA 125 (32S, 16Q) | 160 | 95 | 57 | 29 | 15  | 1   | –   | –    | 6   | 4  | 1  |
| WTA 125 (32D)      | 160 | 95 | 75 | 57 | 40  | 2   | –   | –    | –   | –  | –  |
| WTA 125 (16D)      | 160 | 95 | 57 | 29 | 1   | –   | –   | –    | –   | –  | –  |
| WTA 125 (8D)       | 160 | 95 | 57 | 1  | –   | –   | –   | –    | –   | –  | –  |